# Carlo Marangoni
Carlo Giuseppe Matteo Marangoni (29 avril 1840 - 14 avril 1925) était un physicien italien qui a contribué au domaine de la mécanique des fluides et plus particulièrement aux notions de tension superficielle et de capillarité. Il a laissé son nom à l'effet Marangoni à l'origine du phénomènes des larmes de vin.

## Biographie
Carlo Marangoni nait le 29 avril 1940 à Pavie. En 1865, il achève sa thèse réalisée à l'Université de Pavie sous la direction de Giovanni Cantoni intitulée "Sull'espansione delle goccie d'un liquido" (« Sur l'expansion des gouttes d'un liquide »).
Il s'installe ensuite à Florence où il travaille d'abord au "Museo di Fisica" (1866) puis au lycée Dante (1870), où il occupera le poste de professeur de physique pendant 45 ans jusqu'à sa retraite en 1916.

## Travaux
Carlo Marangoni a principalement étudié les phénomènes de surface dans les liquides. Il a laissé son nom à l'effet Marangoni qui résulte de l'évaporation différentielle de deux liquides en mélanges à l'origine du phénomènes des larmes de vin ainsi qu'au nombre de Marangoni, nombre adimensionné utilisé en mécanique des fluides qui quantifie l'importance des effets thermocapillaires par rapport à la viscosité. Il a également contribué à la météorologie et a mis au point un néphoscope.